# Jersson González
Jersson Amur González Díaz (Cali, 16 febbraio 1975) è un ex calciatore colombiano, di ruolo difensore.

## Palmarès

### Club

#### Competizioni nazionali
- Campionato colombiano: 5

América de Cali: 1997, 2000, 2001, 2002-I, 2008-II
- Campionato turco: 1

Galatasaray: 2001-2002
- Campionato argentino: 1

River Plate: Apertura 2003

#### Competizioni internazionali
- Coppa Merconorte: 1

América de Cali: 1999